# Гама распад
Гама распад је један од три основна начина распада језгра у нуклеарној физици. За разлику од алфа и бета распада, гама распад је једна врста деексцитације језгра, јер овде не долази до правог распада језгра на друго језгро као код остала два основна распада. До емисије гама зрака долази када језгро прелази из побуђеног стања у основно стање или у неко побуђено стање ниже енергије него почетно. Кванти гама зрачења су фотони. Из побуђеног стања се језгро може деексцитовати и на друге начине, осим емисијом гама зрака.

## Запис
Деексцитација побуђеног атома никла која резултује зрачењем гама честице се записује као:
{\displaystyle {}^{60}{\hbox{Ni*}}\;\to \;^{60}{\hbox{Ni}}\;+\;\gamma }
Енергија гама честице је тачно онолика колика је разлика енергија атома никла пре и после реакције. У овом примеру фотон ће одлетети енергијом око 1,3 MeV.

## Историја
Гама честице је 1900. године открио француски физичар Пол Улрих Вилар приликом посматрања уранијума. Тада је и открио да се гама честице не отклањају у електромагнетском пољу, што значи да немају електрични набој.
Име им је дао Ернест Радерфорд, по грчком алфабету, јер су откривене након алфа и бета честица.
По де Брољевом моделу из 1923. године, гама честице се могу схватати као материја.

## Конкурентни процеси
Гама распад се најчешће јавља као последица алфа и бета распада, јер се дешава од већ побуђеног језгра атома.
Вероватноћа да се гама распад догоди је пропорционална времену полураспада стања побуђеног језгра, а не зависи од начина на који је то језгро побуђено. Конкурентни процес гама распаду је интерна конверзија, када се разлика између побуђеног и деексцитованог језгра предаје неком електрону у омотачу, те се врши реконфигурација електрона по орбиталама. Највећа је вероватноћа за захват најјаче везаних електрона, тј. електрона из К-љуски. До захвата долази само када је разлика између енергија побуђеног и основног стања језгра већа од везивне енергије електрона. Вишак енергије одлази на кинетичку енергију електрона. Прегруписавање електрона у орбити је праћено Х-зрачењем или Ожеовим ефектом.

## Апсорпција гама честица
Гама зрачење је штетно зрачење за живе организме јер гама зраци имају велику фреквенцију (налазе се у крајњем (левом) делу елетромагнетног спектра). Најефикаснија заштита од гама зрачења су тешки метали, на пример олово. Гама честица може бити заустављена са неколико центиметара олова.
Иако је ред енергије гама честица сличан алфа и бета честицама, фотони немају електрично наелектрисање. Због тога их одликује огромна продорност кроз већину материјала. Интензитет гама зрачења експоненцијално пада при проласку кроз средину, по закону:
{\displaystyle I(d)=I_{0}\cdot e^{-\mu d}}
где је:
{\displaystyle I(d)} — интензитет (енергија гама честице) у зависности од {\displaystyle d}
{\displaystyle I_{0}} — почетни интензитет (почетна енергија гама честице)
{\displaystyle \mu } — линеарни коефицијент апсорпције
{\displaystyle d} — ширина материјала